# Galeru

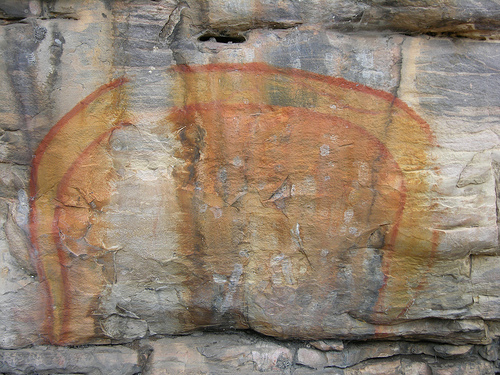
.

Dans la mythologie des Aborigènes d'Australie, Galeru (ou Galaru) est un serpent arc-en-ciel qui avala les Djanggawul[réf. à confirmer].
Il symbolise la continuation de la vie sur Terre.